# USS Whitefish (SS-432)
USS Whitefish (SS-432) – okręt podwodny typu Tench był jedynym okrętem US Navy noszącym nazwę pochodzącą od ryby z rodzaju Coregonus (z rodziny łososiowatych). Jego konstrukcja została zatwierdzona i budowę rozpoczęto w Cramp Shipbuilding Company w Filadelfii. Została położona stępka okrętu, ale kontrakt anulowano 29 sierpnia 1944. 
Ten artykuł zawiera treści udostępnione w ramach domeny publicznej przez Dictionary of American Naval Fighting Ships. 